# Amblyopone annae
Amblyopone annae är en myrart som beskrevs av Arnol'di 1968. Amblyopone annae ingår i släktet Amblyopone och familjen myror. Inga underarter finns listade i Catalogue of Life.